# Carbonara al Ticino
Carbonara al Ticino là một đô thị ở tỉnh Pavia trong vùng Lombardia của Ý, có cự ly khoảng 35 km về phía nam của Milan và khoảng 7 km về phía tây nam của Pavia. Tại thời điểm ngày 31 tháng 12 năm 2004, đô thị này có dân số 1.368 người và diện tích là 14,6 km².
Carbonara al Ticino giáp các đô thị sau: Cava Manara, Pavia, San Martino Siccomario, Torre d'Isola, Villanova d'Ardenghi, Zerbolò, Zinasco.